# Кросс, Сидней
Сидней Кросс (англ. Sidney Cross; 5 января 1891, Лондон — 7 октября 1964, Чичестер) — британский гимнаст, бронзовый призёр летних Олимпийских игр 1912 года в командном первенстве. Участвовал также в командных соревнованиях на летней Олимпиаде 1920 года (5-е место).